# 冀東道
冀東道（きとう-どう）は汪兆銘政権華北政務委員会により設置された河北省の道。

## 沿革
1940年（民国29年）5月29日に設置された。1944年（民国33年）7月に冀東特別区と改称され、省級行政区画に昇格している。

## 行政区画
廃止直前下部の1市10県1弁事処を管轄した。（50音順）
- 市
  - 唐山市
- 県
  - 玉田県
  - 遵化県
  - 昌黎県
  - 遷安県
  - 撫寧県
  - 豊潤県
  - 楽亭県
  - 灤県
  - 臨楡県
  - 盧竜県
- 弁事処
  - 興隆弁事処